# Marco Bui
Marco Bui (ur. 17 października 1977 w Mestre) – włoski kolarz górski, dwukrotny medalista mistrzostw świata i mistrzostw Europy.

## Kariera
Pierwszy sukces w karierze Marco Bui osiągnął w 2000 roku, kiedy reprezentacja Włoch w składzie: Marco Bui, Leonardo Zanotti, Mirko Faranisi i Paola Pezzo zdobyła brązowy medal w sztafecie cross-country podczas mistrzostw świata w Sierra Nevada. Na rozgrywanych pięć lat później mistrzostwach świata w Livigno wspólnie z Tonym Longo, Evą Lechner i Johannesem Schweigglem wywalczył w tej samej konkurencji srebrny medal. W 2005 roku zdobył także indywidualnie brązowy medal w cross-country i złoty w sztafecie na mistrzostwach Europy. Czterokrotnie zdobywał medale mistrzostw Włoch, w tym złote w latach 2001, 2003 i 2005. W 2000 roku wziął udział w igrzyskach olimpijskich w Sydney, gdzie zajął szesnastą pozycję. Na rozgrywanych cztery lata później igrzyskach w Atenach rywalizację ukończył na dziesiątej pozycji.